# Вальтелліна (виноробний регіон)

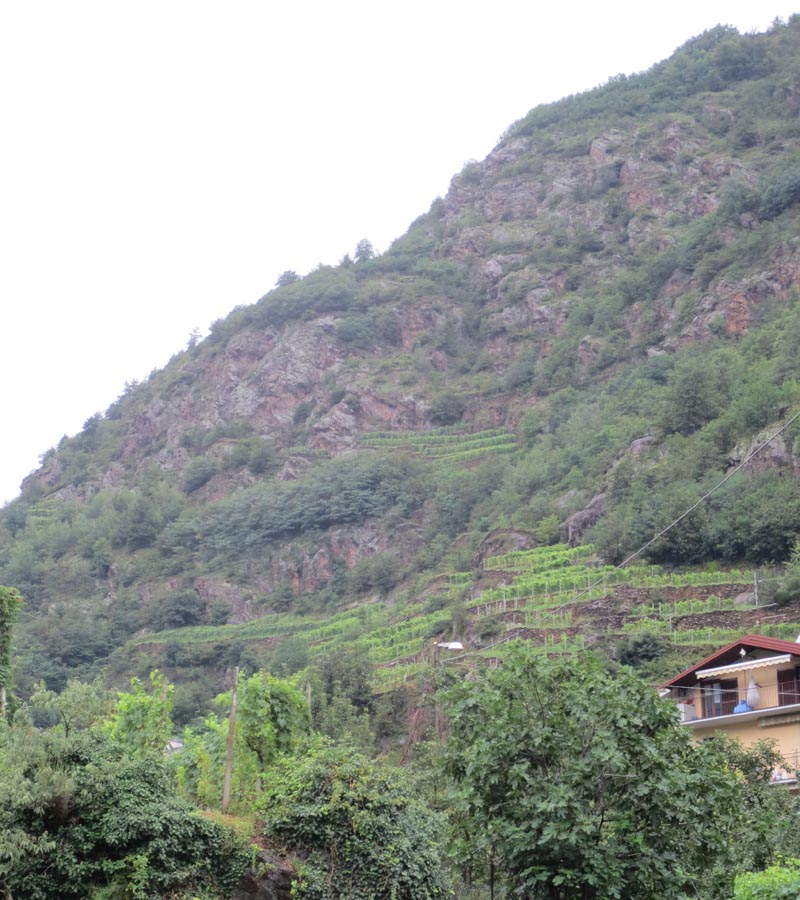
Тераси з виноградниками у Вальтелліні

Червоне вино Valtellina Superiore DOCG

Вальтелліна — альпійська долина на півночі Ломбардії. Є невеликим виноробним регіоном з центром у місті Сондріо. Вино у Вальтелліна виробляється з часів Римської імперії, вже більше 2000 років. У період з XVI по XVIII коли ця місцевість входила до швейцарської області Лега Гріджіа високоякісне вино звідси постачали до Північної та Центральної Європи. Сьогодні регіон відомий своїми яскравими вишневими винами, зробленими з винограду сорту Неббіоло, відомого тут як к'явенаска (італ. chiavennasca). Вони можуть бути двох різновидів: стандартне сухе вино італ. Rosso di Valtellina та насичене вино, яке виробляється з в'яленого винограду — італ. Sforzato.
Більшість виноградників Вальтелліна знаходяться на висотах від 230 до 765 метрів, на дуже крутих схилах. Це робить збирання винограду трудомістким і дорогим процесом, оскільки нахил багатьох виноградників настільки виражений, що механізоване збирання неможливе. Збір винограду вручну суттєво підвищує ціну вина, яке тут виробляється. На деяких ділянках для полегшення вирощування винограду протягом сторіч будувались штучні тераси, які укріплювались кам'яними стінами, збудованими методом сухої кладки. У наш час на деякі круті схили, були навіть встановлені невеликі канатні дороги. Це не тільки спрощує процес збору врожаю, але й прискорює його, мінімізуючи ризик псування винограду. 
Ґрунти тут зазвичай алювіальні: гравійні, добре дреновані та багаті кремнеземом. Вони завалені великими каменями, які збирають тепло протягом дня і відають його ввечері. Це є важливою перевагою, оскільки допомагає запобігти морозам у весняний час, а також зменшує високі добові коливання температури в районі. Ці ґрунтові умови добре підходять для якісного виноградарства, і доповнюються прохолодним, але сонячним мезокліматом, можливо, найважливішим фактором у створенні якісного, яскравого вина. Грибкові хвороби зводяться до мінімуму завдяки прохолодним альпійським вітрам і теплим повітряним потокам, що надходять з озера Комо.
Червоні вина цього виноробного регіону знаходяться серед найпрестижніших Ломбардії. Самі найкращі вина відомі як італ. Valtellina Superiore, отримали найвищу категорію якості DOCG у 1998 році. Ці вина містять не менше 90 % винограду неббіоло. Виноробна зона італ. Valtellina Superiore має невелику площу — 329 га (станом на 2019 рік) та в свою чергу поділяється на 5 субзон: італ. Grumello, Inferno, Maroggia, Sassella, Valgella. Назва субзони вказується на пляшці з вином. Також вино італ. Valtellina Superiore може витримуватись та розливатись у пляшки за кордоном Італії, у швейцарських містах Брусіо та Поск'яво, тоді воно не відноситься ні до якої субзони. 
У 2003 році ще одна виноробна зона Вальтелліни отримала статус DOCG — італ. Sforzato di Valtellina. Це невелика виноробна зона площею 83 га (станом на 2019 рік). Вино тут виробляється з в'яленого винограду неббіоло, який висушують до такого ступеня, щоб отримати вино міцністю не менше 14 °. Винифікацію такого винограду починають зазвичай не раніше 1 грудня. 